# Jeanne d'Autremont
Pour les articles homonymes, voir d'Autremont.
Jeanne d’Autremont est une joueuse d'échecs française née Jeanne de Martel le 23 mai 1899 à Brest et morte le 4 novembre 1979 à Paris. Trois fois championne de France (en 1928, 1929 et 1932), elle participa au championnat du monde d'échecs féminin de 1933 à Folkestone organisé pendant l'Olympiade d'échecs de 1933.